# Chuỗi phân rã
Trong khoa học hạt nhân, chuỗi phân rã đề cập đến một loạt các sản phẩm phân rã phóng xạ khác nhau như là một chuỗi chuyển đổi tuần tự. Hầu hết các đồng vị phóng xạ không phân rã trực tiếp đến trạng thái ổn định mà phải trải qua một loạt các phân rã cho đến khi đạt đến một đồng vị ổn định.
Các giai đoạn suy giảm được đề cập đến bởi mối quan hệ của chúng với các giai đoạn trước đó hoặc tiếp theo. Một ví dụ là urani (nguyên tử số 92) sẽ phân rã thành thori (nguyên tử số 90). Đồng vị sau có thể ổn định hoặc nó có thể phân rã thành một đồng vị khác. Thời gian để một nguyên tử đầu đơn lẻ phân hủy thành một nguyên tử của đồng vị sau nó có thể khác nhau rất nhiều, không chỉ giữa các thế hệ đầu và thế hệ sau khác nhau mà còn ngẫu nhiên giữa các cặp đồng nhất của các đồng vị. Sự phân rã của mỗi nguyên tử xảy ra một cách tự nhiên, và sự phân rã của một quần thể ban đầu của các nguyên tử giống hệt nhau theo thời gian t, sau một phân rã phân rã phân rã, e-λt, trong đó λ được gọi là hằng số phân rã. Một trong những tính chất của một đồng vị là thời gian bán hủy của nó, thời gian mà một nửa số lượng ban đầu của các đồng vị đồng vị gốc đã bị phân hủy cho thế hệ sau của chúng, điều này liên quan nghịch với λ. Thời gian bán hủy đã được xác định trong phòng thí nghiệm cho nhiều đồng vị phóng xạ (hoặc radionuclides). Chúng có thể dao động từ gần như tức thời đến 1019 năm hoặc nhiều hơn.
Các giai đoạn trung gian phát ra cùng một lượng phóng xạ như đồng vị phóng xạ ban đầu (nghĩa là có một mối quan hệ một-một giữa số lần phân rã trong các giai đoạn kế tiếp) nhưng mỗi giai đoạn phát hành một lượng năng lượng khác nhau. Nếu và khi đạt được trạng thái cân bằng, mỗi đồng vị sau liên tiếp có mặt trong tỷ lệ tương ứng với thời gian bán rã của nó; nhưng vì hoạt động của nó là tỷ lệ nghịch với thời gian bán rã của nó, mỗi nuclide trong chuỗi phân rã cuối cùng đóng góp nhiều biến thể cá nhân như đầu của chuỗi, mặc dù không phải là cùng một năng lượng. Ví dụ urani-238 yếu phóng xạ, nhưng pitchblende, một quặng urani, lại có lượng phóng xạ 13 lần so với kim loại urani tinh khiết vì các đồng vị radium và các đồng vị sau khác. Các đồng vị radium không ổn định là các chất phát xạ phóng xạ đáng kể, nhưng như là giai đoạn tiếp theo của chuỗi phân rã, chúng cũng tạo ra radon, một loại khí phóng xạ nặng, trơ, tự nhiên xảy ra. Đá có chứa thori và/hoặc uranium (như một số đá granite) phát ra khí radon có thể tích tụ ở những nơi kín như tầng hầm hoặc mỏ ngầm.

## Lịch sử
Tất cả các nguyên tố và đồng vị được tìm thấy trên Trái đất, ngoại trừ hydro, deuterium, helium, helium-3, và một lượng nhỏ của đồng vị lithium và beriium ổn định được tạo ra trong Vụ nổ lớn.